# Клокочов (Чадца)
Клокочов (слч. Klokočov) насељено је мјесто са административним статусом сеоске општине (слч. obec) у округу Чадца, у Жилинском крају, Словачка Република.

## Становништво
| Година:    | 1994. | 2004.   | 2014.    | 2024.   |
| ---------- | ----- | ------- | -------- | ------- |
| Број људи: | 2900  | 2631    | 2325     | 2202    |
| Разлика:   |       | -9,27 % | -11,63 % | -5,29 % |

| Година:    | 2023. | 2024.   |
| ---------- | ----- | ------- |
| Број људи: | 2209  | 2202    |
| Разлика:   |       | -0,31 % |

Према подацима о броју становника из 2024. године насеље је имало 2202 становника.